# نعمت‌الله غفاری
نعمت‌الله غفاری (زاده ۱۳۴۱ شهر لشکرگاه - ولایت هلمند) سیاستمدار افغانستانی و نماینده مردم ولایت هلمند در دوره‌های پانزدهم و شانزدهم شورای ملی و نایب‌رئیس مجلس نمایندگان طی سال‌های ۱۳۹۱ و ۱۳۹۵ بوده‌است.

## زندگی‌نامه
نعمت‌الله غفاری زاده ۱۳۴۱ از شهر لشکرگاه ولایت هلمند است. وی تحصیلات متوسطه خود را در لیسه/دبیرستان لشکرگاه در سال ۱۳۵۹ به اتمام رساند و سند فارغ‌التحصیلی خود را از جامعه المصطفی در سال ۱۳۷۲ در قم ایران کسب کرد.

## دیگر فعالیت‌ها
دیگر فعالیت‌های وی:
- رئیس شورای اهل تشیع.
- منشی شورای علمای افغانستان.